# Seder
El seder o mata de la seda (Asclepias fruticosa o Gomphocarpus fruticosus) és una espècie de planta del gènere Asclepias nativa de Sud-àfrica que pot ser mortal per als ramats i els humans.
A la serra de Collserola es considera una planta invasora, tot i que de moment només en nuclis aïllats o reduïts.

## Descripció
És un petit arbust amb diverses tiges erectes de fins a dos metres d'alt només llenyoses a la base. Les flors estan agrupades en umbel·les i són blanques. Produeix un característic fruit, un fol·licle que forma una gran beina amb forma de bufeta coberta d'espines no rígides. Les llavors presenten un gran plomall de pèls sedosos que les ajuden en la dispersió.

## Usos
Les fulles s'utilitzen contra el mal de cap i la tuberculosi, i són emètiques. És, però, una planta verinosa. L'enverinament té els mateixos símptomes que el de la planta Homeria pallida.